# Тихоокеанський рубіж: Темнота
«Тихоокеанський рубіж: Темнота» (англ. Pacific Rim: The Black) — аніме-серіал від Netflix, заснований на фільмах «Тихоокеанський рубіж» та «Тихоокеанський рубіж: Повстання». Створений Legendary Television і Polygon Pictures. Прем'єра першого сезону відбулася 4 березня 2021 року. Другий сезон стартував 19 квітня 2022 року.
Події серіалу відбуваються в Австралії майбутнього. Землю атакують велетенські чудовиська кайдзю, що виходять з міжсвітових розломів. Для боротьби з ними створено пілотованих роботів «Єгерів». Двоє підлітків, брат і сестра Тейлор і Гейлі, знаходять навчального «Єгеря» та вирушають на ньому шукати своїх зниклих батьків. Однак, для цього їм доведеться перетнути небезпечну «Темну зону», де правлять кайдзю.

## Сюжет

### Перший сезон
Австралію спустошують кайдзю, двоє пілотів «Єгерів», Бріна та Форд, прикривають евакуацію, а їхні діти, Тейлор і Гейлі, рятуються з багатьма іншими. Минає 5 років, Тейлор і Гейлі живуть з іншими вцілілими переховуються в пустелі, не знаючи, що сталося з батьками. Одного разу Гейлі знаходить тренувального «Єгеря» «Атласа-руйнівника» зі штучним інтелектом Лоа. Його активація привертає кайдзю «Мідноголового», що руйнує поселення біженців. Тейлор і Гейлі вирішують пілотувати «Єгеря», щоб спробувати дістатися в Сідней, куди раніше вирушили їхні батьки.
Тейлор і Гейлі вчаться пілотувати «Атласом-руйнівником» і стикаються з дивним кайдзю, що захищає їх від іншого чудовиська. Згодом підлітки виявляють у покинутій лабораторії німого хлопчика, що отримує ім'я просто Хлопчик, та забирають його з собою. В пошуках батарей для «Єгеря» мандрівники натрапляють на контрабандистів, які крадуть яйця кайдзю. Їхній ватажок Шейн дає батареї та запчастини в обмін на допомогу. Насправді Шейн здогадується, що в підлітків є робот, і змусивши Тейлора підключитися до нейтронного мосту, вивідує місцерозташування «Атласа-руйнівника». Проте наближається кайдзю, а ніхто з поплічників Шейна не можуть витримати підключення до «Єгеря» шляхом «дрифту» розумів пілотів. Гейлі ж вдається втекти з табору контрабандистів. Отож, Шейн змушує свою прийомну дочку Мей керувати роботом разом з Тейлором. В бою з кайдзю «Єгер» втрачає руку. Тейлор, Гейлі, Хлопчик, Мей і технік Джоел готують втечу та покидають табір, зруйнувавши всі засоби контрабандистів для погоні. Поплічник Шейна, Ріктер, стріляє в Хлопчика, але той лишається неушкоджений. Мей застрелює Ріктера, та Гейлі з Хлопчиком схоплюють. Тоді Тейлор користується віртуальним пілотом, заснованим на особистості попереднього пілота, Геркулеса «Герка» Гансена. Він рятує друзів, але непритомніє, тому далі робота пілотують Гейлі і Мей. При зупинці Шейн вбиває Джоела за допоомгою схованої в рації бомби.
У пустелі виникає розлом, «Атлас-руйнівник» провалюється під землю, де виявляє кладовище «Єгерів». З розлому вилазить кайдзю, та на допомогу приходить небачений досі біомеханічний кайдзю «Апекс», що раніше рятував «Атласа-руйнівника». Спілкуючись через Хлопчика, рятівник пояснює, що був одним з автономних «Єгерів», які передували пілотованим. Кайдзю могли захоплювати контроль над ними, проте з цим сталося інакше — він утворив симбіоз і отримав самосвідомість. «Апекс» мусить повертатися, щоб стримувати кайдзю, але дарує «Атласу-руйнівнику» руку робота «Немезида Хаосу».
Лоа виявляє сигнали від невідомого «Єгеря» з міста Клейтон. Там Мей відвідує місце, де жила раніше, та розуміє, що Шейн обманув її щодо смерті її батьків. Тейлор знаходить джерело сигналу, яким є порожній «Єгер» його батьків. З'являється кайдзю та нападає підлітків. Несподівано Хлопчик перетворюється на кайдзю, даючи друзям час втекти. Гейлі вдається запустити з «Єгеря» батьків ракету і вбити кайдзю. Хлопчик повертається в людську форму, за чим спостерігають таємничі культистки, а їхня очільниця каже, що Месія кайдзю прийшов.

### Другий сезон
Гейлі, Тейлор і Мей збентежені Здібностями Хлопчика. Коли той повертається в людську форму, вони сперечаються як з ним вчинити. Хлопчик тим часом тікає і потрапляє в засідку Сестер кайдзю, які причіпляють на нього кліща-кайдзю. Гейлі та Тейлор повертають Хлопчика до Мей, сподіваючись врятувати його від отрути кліща. Мей пристрелює кліща, але отрута вже діє, тому Мей пропонує звернутися до культисток за допомогою. У той же час Шейн переслідує «Атласа-руйнівника», щоб повернути Мей.
Подальший шлях пролягає через долину, наповнену кайдзю. Та виявляється, що вони слухаються однорукого відлюдника Буніп-мена, що виростив самицю кайдзю і тому вона та її потомство покірні йому. Він намагається вилікувати Хлопчика, проте нападають Сестри кайдзю. Буніп-мен гине і кайдзю стають ворожими до всіх людей навколо. Гейлі, Тейлор і Мей тікають разом із Хлопчиком на «Атласі-руйнівнику» та потрапляють у володіння Сестер. Тейлор таємно передає Хлопчика їм, щоб захистити свою сестру. Наступного ранку Сестри посилають п'ятьох кайжзю, щоб знищити «Єгеря». Тейлор і Мей убивають двох, тоді як Шейн і його поплічник Спайдер несподівано приходять на допомогу, змушуючи решту трьох кайдзю відступити. Потім Шейн і Спайдер захоплюють одну з Сестер, яка виявляється Бріною — матір'ю Гейлі та Тейлора.
В обмін на «Атласа-руйнівника» Шейн погоджується ввійти у «дриф» розумів і повернути Бріні її спогади. Використовуючи особисту інформацію, яку він дізнався раніше під час «дрифту» з Тейлором, Шейн позбавляє Бріну від впливу Сестер, але сам помирає. Спайдер передає Мей ключ даних, який йому дав Шейн. Ключ містить справжні спогади Мей. Бріна радіє зустрічі з дітьми, але вона не знає, що сталося з їхнім батьком після того, як вона лишилася прикрити відступ Форда при зіткненні з Сестрами.
Очільниця Сестер кайдзю намагається телепатично зв'язатися з Бріною, поки Хлопчику переливають кров кайдзю. Гейлі все ще сповнена рішучості врятувати Хлопчика, тому вона переконує матір допомогти проникнути на базу Сестер. Бріна потрапляє всередину, але її захоплює верховна жриця та посилає вбити дітей. Бріна проте пересилює її навіювання і Хлопчика вдається повернути на борт «Атласа-руйнівника». При відступі Бріну важко ранять.
Група прямує до Сіднейської бази, і родина возз'єднується, але це виявляється ілюзією, яку Гейлі та Лоа створили для Бріни, щоб вона померла щасливою. Лоа розкриває долю своєї старої команди та свою провину за те, що не змогла її врятувати. Оскільки сенсори «Єгеря» після чергового бою пошкоджено, Мей їде попереду в ракетному танку Шейна. Поховавши Бріну, група продовжує шлях до Сіднея, але Сестри наздоганяють і задурманюють Хлопчика, змушуючи його перетворитися на кайдзю й напасти на «Атласа-руйнівника». Апекс, який відчув страждання Хлопчика, приходить і змушує його пригадати все добро, яке йому зробили Гейлі, Тейлор і Мей. Апекс лишається сильно пошкоджений, тоді як «Атлас-руйнівник» із Хлопчиком у формі кайдзю вирішують здійснити фінальний ривок до Сіднейської бази. Тоді Сестри прикликають величезного кайдзю «Зламника» та вирушають навздогін.
Виявивши їхнє наближення, командування підозрює пастку та наказує запустити по них ракети. Удар убиває всіх Сестер, крім їхньої керівниці. Вона викрадає Хлопчика, але той убиває її. В той час «Зламник» майже знищує «Атласа-руйнівника», а танк Мей виявляється підбитий. Лоа катапультує пілотів і підриває «Єгеря» разом зі «Зламником». Мандрівники нарешті дістаються до Сіднейської бази, де їх зустрічає Форд. Маршал Раск розповідає, що Хлопчика знайшли в пустелі і він напевне був біологічною зброєю. Гейлі запевняє, що Хлопчик більше не зброя. Родина покладає квіти на могилу Бріни.

## Історія створення
Сайт «Dedline» повідомив про «Тихоокеанський рубіж» 7 листопада 2018 року, розповівши, що серіал буде створений спільно Крейгом Кайлом і Ґреґом Джонсоном, і в ньому з'являться «брат і сестра — ідеалістичний підліток і його наївна молодша сестра — які змушені керувати „Єгерем“ у ворожій місцині у відчайдушній спробі знайти своїх зниклих батьків». Серіал з самого початку планувалося створювати засобами тривимірної анімації, оскільки традиційна анімація коштувала б надто дорого для зображення битв роботів проти кайдзю.
У 2019 році виконавчий віце-президент Legendary Entertainment з питань розвитку бренду та споживчих товарів Елі Декель заявив, що серіал вийде в 2020 році та триватиме принаймні два сезони. Він також підтвердив, що серіал буде випускатися у партнерстві з японською анімаційною студією Polygon Pictures, яка раніше працювала над аніме-фільмами про Ґодзіллу. Пізніше, 27 жовтня, під час прямого ефіру «Netflix Anime Festival 2020» були показані два кадри з аніме. Також було оголошено нову назву серіалу — «Тихоокеанський рубіж: Темнота». Пізніше прем'єру серіалу було перенесено на 2021 рік.

## Сприйняття
Згідно з агрегатором рецензій Rotten Tomatoes, серіал «Тихоокеанський рубіж: Темнота» зібрав 71 % схвальних рецензій критиків. Консенсус критиків стверджує: «Попри те, що „Темнота“ містить у собі всю жорсткість, але обмаль гумору, які вирізняють франшизу фільму „Тихоокеанський рубіж“, його вражаючі візуальні ефекти та розширення історії серіалу, ймовірно, сподобаються шанувальникам кайдзю».
Common Sense Media описує: «Глядачі, безсумнівно, будуть здивовані, виявивши, що цей аніме-серіал досяг успіху там, де його попередники з живими акторами не вдалися». Історія родинних стосунків і чудове озвучення роблять цей серіал безсумнівно цінним. При цьому він помітно похмурий, включаючи смерті декотрих із центральних персонажів.
Screen Rant зазначає, що «Темнота» значно розширює міфологію франшизи «Тихоокеанський рубіж», але стосунок серіалу до фільмів мінімальний. Є тільки окремі натяки, за якими можна здогадуватися, що дія відбувається після фільму «Тихоокеанський рубіж: Повстання». І це заводить франшизу в становище, де їй краще зупинитися.
За рецензією ITC.ua, типовий для Polygon Pictures стиль анімації сподобається не всім, але сюжет доповнює фільми і містить приємних персонажів. Вражає різноманітність кайдзю, але багато небезпек походить і від людей, а характери персонажів, хоча й знайомі, викликають симпатію. «Темнота» посідає важливе місце у франшизі і серіал цілком можна вважати продовженням двох фільмів.